# Thomas Leander
Thomas Leander (* 1960 in Düsseldorf) ist ein deutscher Pianist und Hochschulrektor.

## Leben
Thomas Leander wuchs als Sohn eines Opernsängers in Düsseldorf auf und kam so früh mit klassischer Musik in Berührung. Er wurde an den Hochschulen in Düsseldorf, Wien und London ausgebildet und legte sein Konzertexamen mit Auszeichnung ab. Im Jahr 1984 zeichnete ihn die Stadt Düsseldorf mit dem Förderpreis für Musik aus.
Als Solist gab er Konzerte in San Francisco, Washington, New York, London, Rom und Warschau. Er spielte an der Mailänder Scala, im Cuvilliés-Theater und Gasteig in München, im Großen Saal des Tschaikowsky-Konservatoriums in Moskau. Er spielte auf Musikfestivals in Verbier, Salzburg, beim Rheinischen Musikfest und dem Mozartiana Moskau. Thomas Leander war zudem als Liedbegleiter von Hermann Prey, Karl Ridderbusch, Robert Gambill und Mario Hoff engagiert.
Seit 1995 ist Thomas Leander Professor für Klavier und Kammermusik an der Robert Schumann Hochschule in Düsseldorf, ab 2010 war er Prorektor, seit 2023 ist er Rektor.
Als Initiator des Projekts „Entartete Musik – Willkommen in Deutschland“ der Robert Schumann Hochschule Düsseldorf und der Band Die Toten Hosen wurde er gemeinsam mit den Musikern der Band im Oktober 2014 mit der Josef-Neuberger-Medaille der jüdischen Gemeinde in Düsseldorf ausgezeichnet.

## Diskografie (Auswahl)
- 1997: Joseph Haydn: Die letzten drei Klaviersonaten.
- 1998: Russische Klavierquintette.
- 2002: Carl Reinecke: Sämtliche Kinderlieder, Vol. 2.